# Lasieso
Lasieso est un village de la province de Huesca, en Espagne, situé à environ huit kilomètres au sud-ouest de la ville de Sabiñánigo, à 721 mètres d'altitude. Une nécropole du Xe siècle se trouve dans la partie basse du village ; elle est classée bien d'intérêt culturel depuis 1982. Situé à proximité du confluent du Guarga et du Gállego, le village a connu un dépeuplement relativement tardif pour la région, et comptait encore une cinquantaine d'habitants au début des années 1980, contre une dizaine aujourd'hui. L'église du village, construite au XIe siècle, est un bel exemple de l'architecture romane du Serrablo.

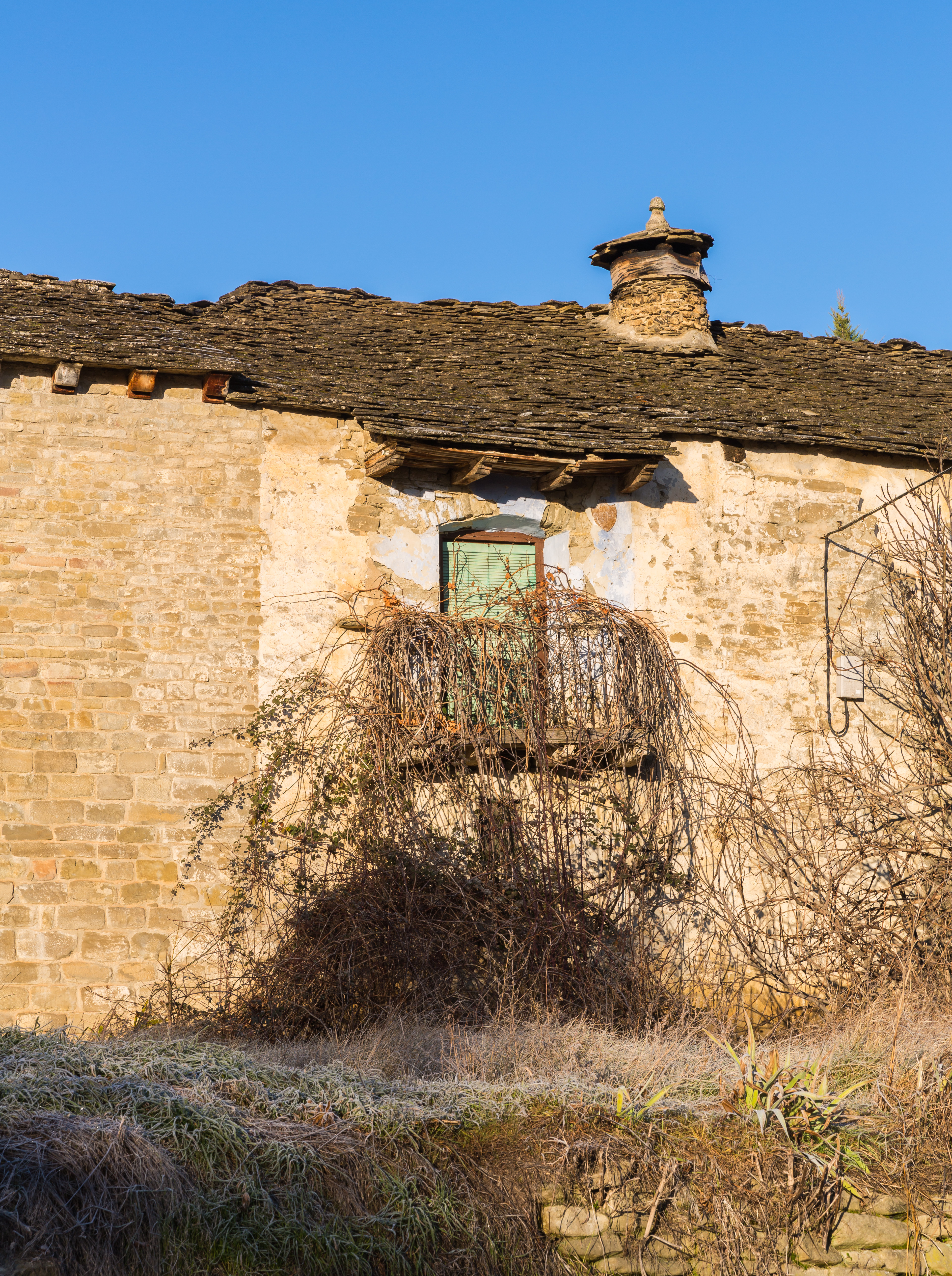
Façade d'une maison.
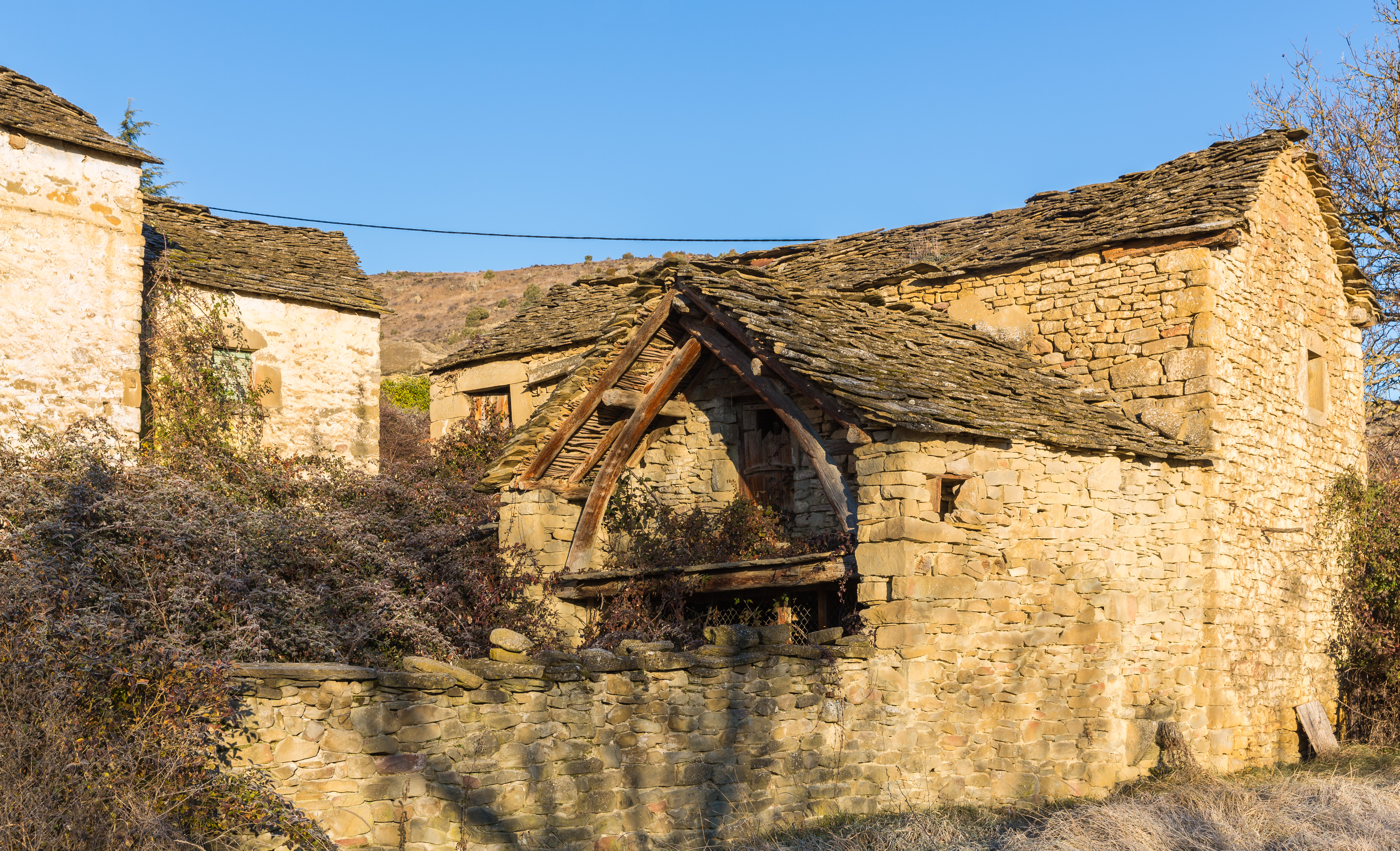
Une ferme (borda).
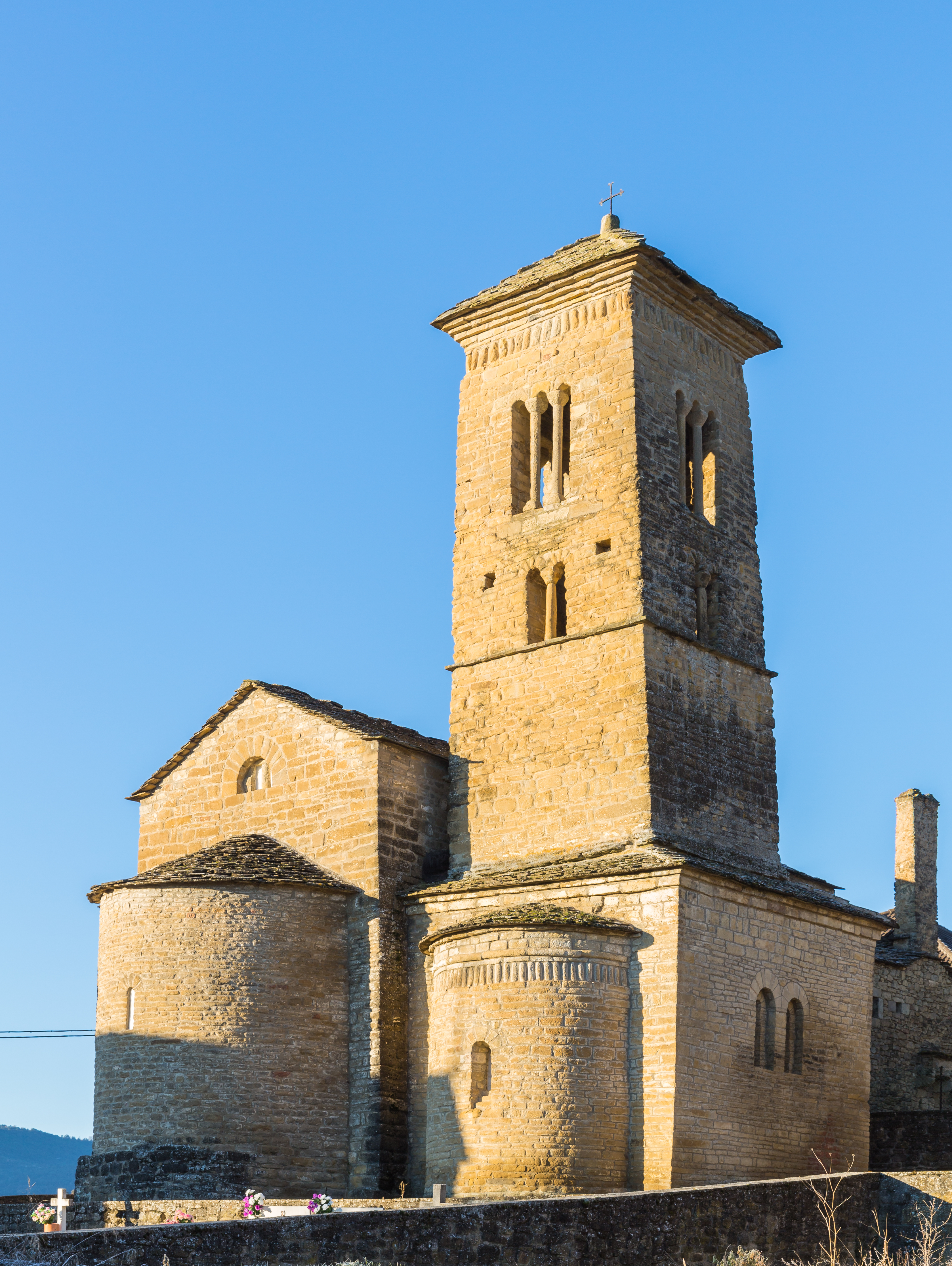
L'église Saint-Pierre.
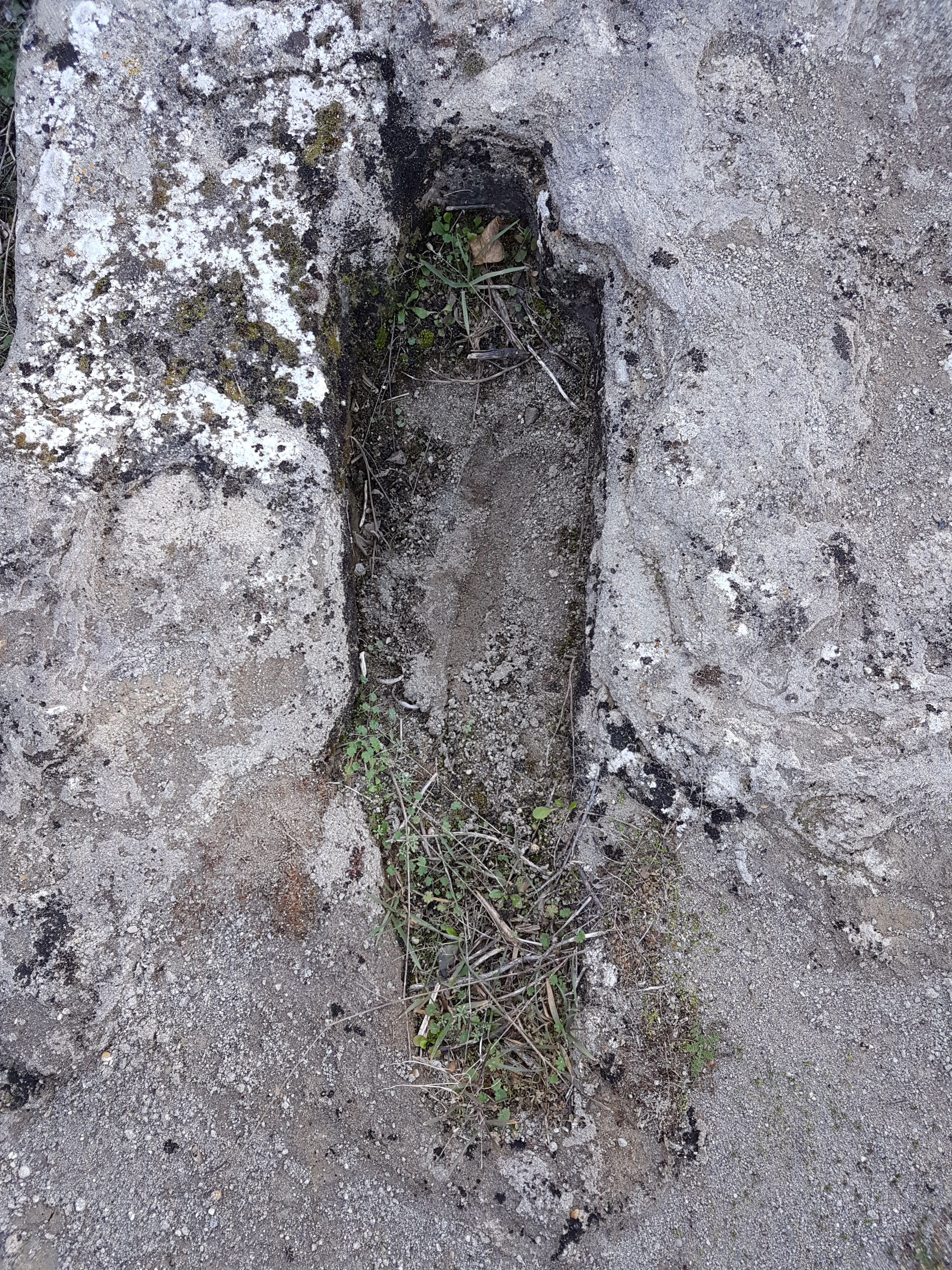
Une des tombes anthropomorphes de la nécropole.